# Coutures (Gironde)
Coutures ist eine französische Gemeinde 92 Einwohnern (Stand: 1. Januar 2022) im Département Gironde in der Region Nouvelle-Aquitaine. Sie gehört zum Kanton Le Réolais et Les Bastides und zum Arrondissement Langon. 
Sie grenzt im Nordwesten an Rimons, im Norden an Saint-Ferme, im Osten an Le Puy, im Südosten an Saint-Sulpice-de-Guilleragues, im Südwesten an Roquebrune und im Westen an Neuffons. 

## Bevölkerungsentwicklung
| Jahr      | 1962 | 1968 | 1975 | 1982 | 1990 | 1999 | 2008 | 2017 |
| --------- | ---- | ---- | ---- | ---- | ---- | ---- | ---- | ---- |
| Einwohner | 109  | 92   | 90   | 84   | 70   | 65   | 84   | 96   |

## Sehenswürdigkeiten
- Kirche Saint-Cibard, seit 1925 als Monument historique ausgewiesen

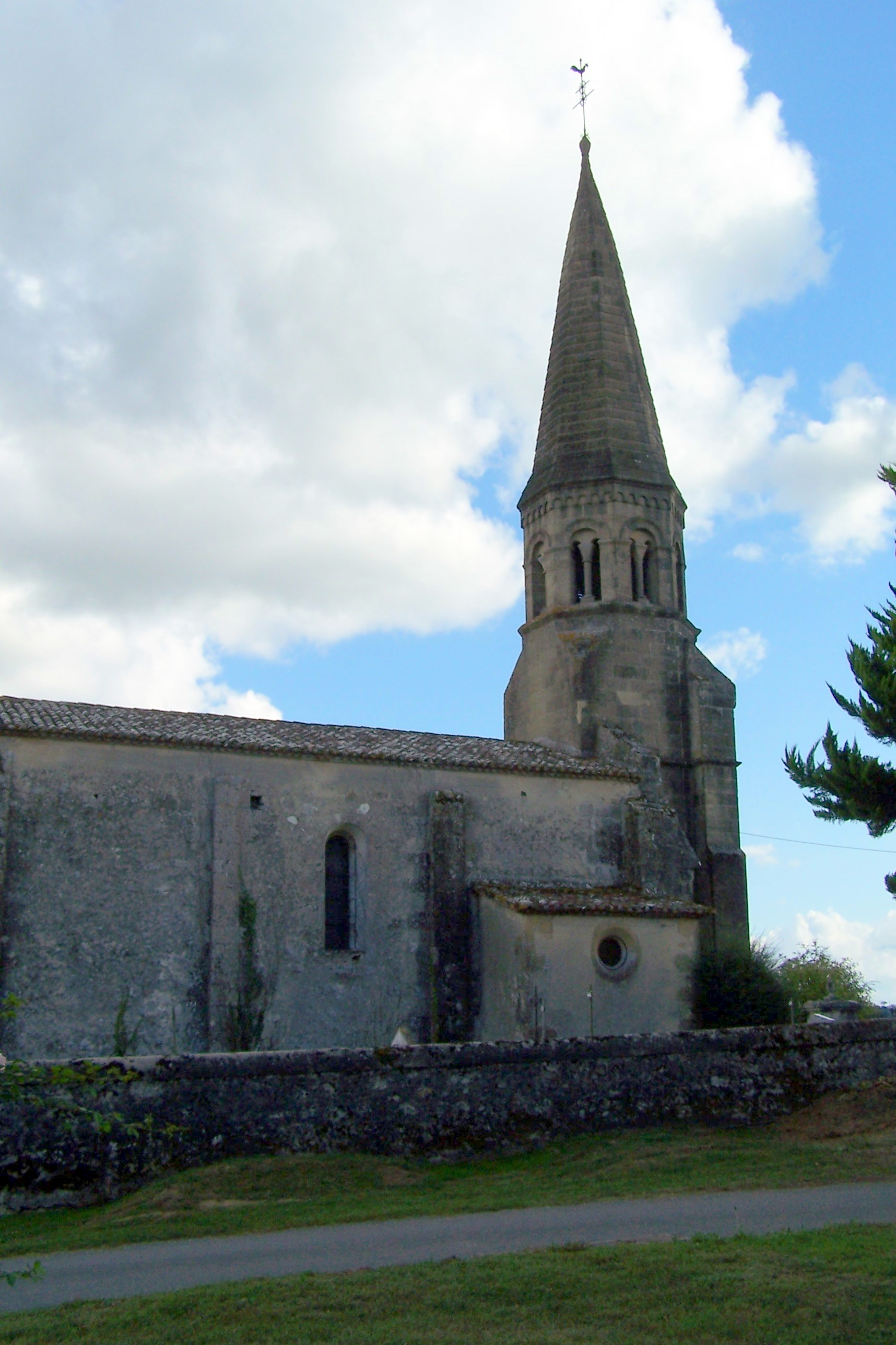
Kirche Saint-Cibard